# Vier leichte Tanztücke
Vier leichte Tanztücke (Quatre danses faciles), sous-titré Musik für Kindertheater (Musique de scène pour enfants), est une œuvre pour piano composée par Arvo Pärt, compositeur estonien associé au mouvement de musique minimaliste.

## Historique
Cette suite de petites pièces est composées en 1956 et 1957, époque à laquelle Pärt est directeur musical du Théâtre des Pionniers de Tallinn. Elles sont à nouveau publiées chez Eres Edition (Lilienthal/Brême) en 1993.

## Structure
En quatre mouvements :
1. Der gestiefelte Kater (Le Chat botté) – 45 s
2. Rotkäpchen und der Wolf (Le Petit Chaperon rouge) - 1 min 30 s
3. Der Schmetterling (Le Papillon) - 2 min 00 s
4. Tanz der kleine Entenküken (La Danse des canetons) - 2 min 00 s

## Discographie
- Four Easy Dances (Vier leichte Tanztucke) sur le disque Estonian Piano Music par Peep Lassmann chez Eres, 1994[3]